# Японска йена
Йената (на японски: 円 „ен“) е парична единица, официална валута в Япония и широко разпространена като резервна валута след американския долар, еврото и британската лира. Кодът на йената по стандарта ISO 4217 е JPY и цифров код 392. Символът за нейното обозначаване е ¥, но в японската йероглифна система канджи се използва символът 円, който означава „кръгъл“.

## История
Йената се въвежда като парична единица в Япония през 1871 г. след Реставрацията Мейджи, по подобие на европейските валути. Правителството подписва официален акт за въвеждането ѝ на 10 май 1871 година. Тя заменя сложната система от Периода Едо, използвана дотогава, в рамките на която се използвали паралелно златни, сребърни, медни и хартиени парични знаци. Първоначално йената има подразделения, наречени сен (на японски: 銭), равни на 0,01 от йената, и рин (на японски: 厘), равни на 0,001 от йената (1 йена = 100 сена = 1000 рина). От 1954 г. тези подразделения не се използват, но понятието „сен“ все още се употребява във финансовия свят. При въвеждането на валутата официално тя се е равнявала на 0,78 тройунции сребро (24,26 g) и е имала златно покритие, като 1 йена = 1,5 g злато, т.е. спрямо йената е прилаган биметален стандарт. След девалвацията на среброто през 1873 г. йената се обезценява силно спрямо щатския долар и канадския долар, което налага приемането на златния стандарт. По този начин курса на йената се замразява на $ 0,50. Впоследствие Япония няколко пъти отменя и отново въвежда златния стандарт в зависимост от икономическата ситуация.
Статус на международно призната валута йената получава на 11 май 1953 г., когато Международния валутен фонд я одобрява с паритет, равняващ се на 2,5 mg злато. След Втората световна война и последвалия период на нестабилност на японската икономика от 25 април 1949 г. курсът на йената е фиксиран към американския долар, като 1 $ е приравнен на 360 ¥. Този обменен курс се поддържа до 1971 г., когато САЩ преустановява използването на златния стандарт. От 1973 г., след крахът на Бретън-Уудската валутна система йената има плаващ курс, който се определя в зависимост от пазарните условия. Към август 2005 г. 110 ¥ се разменят за 1 $. Към 1 януари 2011 г. 1 USD се равнява на 81,12 JPY.
Българската народна банка ежедневно определя обменен курс на японската йена спрямо българския лев, изчислен на база публикуваните от Европейската централна банка курсове на еврото към същите валути за съответния ден.

## Монети и банкноти

### Монети
Според исторически сведения първата японска монета се е появила през 708 г. При въвеждането на йената се секат сребърни монети от 5, 10, 20 и 50 сена и 1 йена; и златни монети в купюри от 2, 5, 10 и 20 йени. По-късно се въвежда златна монета от 1 йена, а от 1873 г. медни от 1 рин, ½, 1 и 2 сена. През 1889 г. са въведени 5 сена, а през 1920 г. и 20 сена от купроникел. От 1897 г. сребърната 1 йена е изтеглена от обращение, а размерът на златните монети е намален с 50%. Сребърните монети окончателно се спират от производство през 1938 г.
В обращение са монети с номинал 1, 5, 10, 50, 100 и 500 йени. Първата съвременна монета от 1 йена е била въведена през 1955 г., а тази от 500 йени през 1982 г. Монетите от 5 и 50 йени са с отвор в средата. Съвременните монети са изработени предимно от бронз, месинг и купроникел. Годината на царуване от ерата на съответния император при емитиране се намира на гърба на всички монети. Например на монета, въведена през 2009 г. ще бъде изписано „Хейсей 21“, т.е. 21 година от царуването на император Акихито. Името на страната и номинала, изписан в йероглифната система канджи в повечето случаи е на предната част на монетите. Изключение прави монетата от 5 йени, където името е на гърба.
В редица случаи се пускат възпоменателни монети, изработени от злато и сребро. Въпреки че те са официално разплащателно средство обикновено имат колекционерска стойност и не са в обращение. Първите юбилейни монети са емитирани за Летните олимпийски игри от 1964 г. в Токио.
| Номинал | Аверс          | Реверс          | Изображение                   | Материал                      | Тегло  | Диаметър | Ширина | Страничен ръб (гурт)    | Въведени |
| ------- | -------------- | --------------- | ----------------------------- | ----------------------------- | ------ | -------- | ------ | ----------------------- | -------- |
| 1 ¥     | 1 йена аверс   | 1 йена реверс   | Младо дърво                   | 100 % Al                      | 1 g    | 20 mm    | 1,2 mm | гладък гурт             | 1955     |
| 5 ¥     | 5 йени аверс   | 5 йени реверс   | Сноп ориз, водно колело, вода | 60 – 70 % Cu 30 – 40 % Zn     | 3,75 g | 22 mm    | 1,5 mm | гладък гурт             | 1949     |
| 10 ¥    | 10 йени аверс  | 10 йени реверс  | Будистки храм в Удзи          | 95 % Cu 3 – 4 % Zn 1 – 2 % Sn | 4,5 g  | 23,5 mm  | 1,5 mm | назъбен гурт            | 1951     |
| 10 ¥    | 10 йени аверс  | 10 йени реверс  | Будистки храм в Удзи          | 95 % Cu 3 – 4 % Zn 1 – 2 % Sn | 4,5 g  | 23,5 mm  | 1,5 mm | гладък гурт             | 1959     |
| 50 ¥    | 50 йени аверс  | 50 йени реверс  | Хризантеми                    | 75 % Cu 25 % Ni               | 4 g    | 21 mm    | 1,7 mm | назъбен гурт            | 1967     |
| 100 ¥   | 100 йени аверс | 100 йени реверс | Японска вишна                 | 75 % Cu 25 % Ni               | 4,8 g  | 22,6 mm  | 1,7 mm | назъбен гурт            | 1967     |
| 500 ¥   | 500 йени аверс | 500 йени реверс | Пауловния                     | 72 % Cu 20 % Zn 8 % Ni        | 7 g    | 26,5 mm  | 2 mm   | диагонален назъбен гурт | 2000     |

### Банкноти
Първите йени във вид на банкноти са отпечатани през 1872 г. от немска компания с номинал от 10 сена до 100 йени. До основаването на Централната банка на Япония през 1882 г., която понастоящем единствена има право да издава банкноти, те са се печатали от 153 национални банки на различни държави. Банкнотите, които са в обращение, са с номинал 1000, 2000, 5000 и 10 000 йени. Купюрите от 1, 5, 10, 50, 100 и 500 йени са извадени от употреба постепенно между 1955 г. и 1994 г. Първоначално банкнотите под 50 йени са заменени с монети, а впоследствие и тези с номинал от 50 и 100. През 1957 и 1958 г. са въведени банкнотите от 5000 и 10 000 йени. 500 йени са заменени с монети след 1982 г., а 2000 йени са въведени в обращение през 2000 година.
Поради слабите защити на японските банкноти, те често са обект на фалшифициране, което налага постоянното им осъвременяване и пускане на нови серии. След въвеждането на новата „Серия Е“ през 2004 г. процента на фалшивите йени спада рязко.
| Номинал            | Аверс            | Реверс            | Изображение                    | Формат      | Въведени         | Изтеглени       |
| ------------------ | ---------------- | ----------------- | ------------------------------ | ----------- | ---------------- | --------------- |
| 1 ¥                | 1 йена аверс     | 1 йена реверс     | Сонтоку Ниномия                | 68 × 124 mm | 19 март 1946     | 1 октомври 1958 |
| 5 ¥                | 5 йени аверс     | 5 йени реверс     | Гильош                         | 68 × 132 mm | 5 март 1946      | 1 април 1955    |
| 10 ¥               | 10 йени аверс    | 10 йени реверс    | Сградата на японския парламент | 76 × 140 mm | 25 февруари 1946 | 1 април 1955    |
| 50 ¥               | 50 йени аверс    | 50 йени реверс    | Корекийо Такахаши              | 68 × 144 mm | 1 декември 1951  | 1 октомври 1958 |
| 100 ¥ (Serie A)    | 100 йени аверс   | 100 йени реверс   | Принц Шотоку                   | 93 × 162 mm | 25 февруари 1946 | 5 юли 1956      |
| 100 ¥ (Serie B)    | 100 йени аверс   | 100 йени реверс   | Тайсуке Итагаки                | 76 × 148 mm | 1 декември 1953  | 1 август 1974   |
| 500 ¥ (Serie B)    | 500 йени аверс   | 500 йени реверс   | Томоми Ивакура                 | 76 × 156 mm | 2 април 1951     | 4 януари 1971   |
| 500 ¥ (Serie C)    | 500 йени аверс   | 500 йени реверс   | Томоми Ивакура                 | 72 × 153 mm | 1 ноември 1969   | 1 април 1994    |
| 1000 ¥ (Serie B)   | 1000 йени аверс  | 1000 йени реверс  | Принц Шотоку                   | 76 × 164 mm | 7 януари 1950    | 4 януари 1965   |
| 1000 ¥ (Serie C)   | 1000 йени аверс  | 1000 йени реверс  | Ито Хиробуми                   | 76 × 164 mm | 1 ноември 1963   | 4 януари 1986   |
| 1000 ¥ (Serie D)   | 1000 йени аверс  | 1000 йени реверс  | Сосеки Нацуме                  | 76 × 150 mm | 1 ноември 1984   | 2 април 2007    |
| 1000 ¥ (Serie E)   | 1000 йени аверс  | 1000 йени реверс  | Хидейо Ногучи                  | 76 × 150 mm | 1 ноември 2004   |                 |
| 2000 ¥ (Serie D)   | 2000 йени аверс  | 2000 йени реверс  | Портата Шуреймон               | 76 × 154 mm | 19 юли 2000      |                 |
| 5000 ¥ (Serie C)   | 5000 йени аверс  | 5000 йени реверс  | Принц Шотоку                   | 80 × 169 mm | 1 октомври 1957  | 4 януари 1986   |
| 5000 ¥ (Serie D)   | 5000 йени аверс  | 5000 йени реверс  | Инадзо Нитобе                  | 76 × 155 mm | 1 ноември 1984   | 2 април 2007    |
| 5000 ¥ (Serie E)   | 5000 йени аверс  | 5000 йени реверс  | Ичийо Хигучи                   | 76 × 156 mm | 1 ноември 2004   |                 |
| 10 000 ¥ (Serie C) | 10000 йени аверс | 10000 йени реверс | Принц Шотоку                   | 84 × 174 mm | 1 декември 1958  | 4 януари 1986   |
| 10 000 ¥ (Serie D) | 10000 йени аверс | 10000 йени реверс | Юкичи Фукудзава                | 76 × 160 mm | 1 ноември 1984   | 2 април 2007    |
| 10 000 ¥ (Serie E) | 10000 йени аверс | 10000 йени реверс | Юкичи Фукудзава                | 76 × 160 mm | 1 ноември 2004   |                 |

Забележка: Червеният надпис на японски: みほん, mihon означава „Образец“.